# Oldekerk
Oldekerk (en groningois : Ollekèrk) est un village de la commune néerlandaise de Westerkwartier, situé dans la province de Groningue. 

## Géographie
Le village est situé à 14 km à l'ouest de Groningue, entre Niekerk et Sebaldeburen.

## Histoire
Oldekerk est une commune indépendante, comprenant notamment Eekeburen, Faan, Niekerk et Oosterzand, avant le 1er janvier 1990, date de son rattachement à la commune de Grootegast. Le 1er janvier 2019, celle-ci est à son tour rattachée à la nouvelle commune de Westerkwartier.

## Démographie
En 2018, Oldekerk comptait 1 246 habitants.